# Can Bonells
Can Bonells és un jaciment arqueològic iber situat a Santa Maria de Merlès, al Berguedà, declarat Espai de protecció arqueològica.
El jaciment fou posat al descobert en fer-se una extracció de graves a la partida de Can Bonells, propietat d'Antoni d'Oriola, que està situada al terme municipal de Santa Maria de Merlès i a uns 150 m de la riba esquerra de la riera de Merlès. La localització i valoració del lloc com d'interès arqueològic tan sols fou possible gràcies a les tasques de prospecció superficial que espontàniament realitzà Martí Vilarrasa, veí de Puig-reig, en aquesta zona, el qual avisà al Servei d'Arqueologia de la troballa de tres sitges seccionades verticalment.